# Dancea rodriguezensis
Dancea rodriguezensis é uma espécie de gastrópode da família Euconulidae.
É endémica de Maurícia.